# Гарокк
Гарокк (англ. Garokk) — более известен как Окаменевший человек (англ. Petrified Man) — персонаж комиксов, появившийся в издании Marvel Comics. Дебютировал в выпуске Astonishing Tales #2 (ноябрь 1970), придуман и нарисован Роем Томасом и Джеком Кёрби.

## История публикаций
Гарокк появился в комиксе Astonishing Tales vol. 1 #2 (ноябрь 1970 года), был придуман и нарисован Роем Томасом и Джеком Кёрби.

## Биография
До мутации Дрейк (Гарокк) был британским матросом, служил на корабле «H.M.S.». Его корабль потерпел крушение на берегах Антарктиды в XV веке. Раненного матроса унесло тёплым течением на Дикую Землю. Бродя по Дикой Земле, Дрейк нашёл людей, поклонявшихся богу Солнца - Гарокку. Испив из чаши, которую Дрейк нашел под идолом божества, волшебное зелье, матрос подвергся преследованию местных индейцев. Но Дрейк смог спастись и вернуться в Королевство Англии. После случившегося Дрейк стал бессмертным. Со временем тело матроса превратилось в органический камень, а сам он стал похож на бога Солнца — Гарокка. Почти через пять столетий по возвращении на Дикую Землю матрос обнаружил, что люди всё ещё верят в бога Солнца и ждут его прихода, но, в то же время, их верховная жрица, Заладана, ведет кровавую войну. Матрос, теперь известный как Окаменевший человек, встретился с Ка-Заром и рассказал ему свою историю. Объединившись с Ка-Заром, Гарокк отправился на Дикую Землю, чтобы помешать военным действиям. Обретя энергетическую силу и превратившись в чистую энергию, Окаменевший человек остановил войну, которую вела Заладана. Однако вскоре Окаменевший сошёл с ума, называя себя богом Гарокком. Гарокк хотел уничтожить всю жизнь на Дикой Земле во имя абсолютного спокойствия и порядка. Ему помешал Ка-Зар - по плану Заладаны, Ка-Зар заманил Гарокка в подземный бассейн, где Гарокк вновь обрел свое смертное человеческое тело, и, будучи невероятно старым человеком, вскоре умер.
После этих событий Заладана поймала авантюриста Кирка Марстона и, используя прах умершего первого Окаменевшего человека, воскресила Гарокка, переместив прах в тело Кирка. Марстон полностью превратился в прежнего Гарокка. С Заладаной он попытался объединить племена Дикой Земли, вынудив их возвести для них гигантский город. Гарокк и Заладана сражались с Людьми Икс и Ка-Заром: Циклоп победил Гарокка (потеряв сознание, Гарокк упал в термальный вал, находящийся под городом). Люди Икс посчитали Гарокка мёртвым. Но заклятый враг Людей Икс, Магнето, нашёл Гарокка. За это время тело героя изменилось - одна его часть покрылась кристаллическим слоем, а вторая половина тела превратилась в расплавленную скалу. Кроме того, был поврежден разум Гарокка. После этого Гарокк какое-то время служил стражником на антарктической базе Магнето, а затем погиб в битве со Штормом.
Однако и в этот раз Гарокку удалось выжить, обретя прежнюю внешность. Когда Дикую Землю разрушил инопланетянин Терминус, с Земли его прогнали Мстители. Найдя броню Терминуса, Гарокк надел её и начал уничтожать всё, что осталось от Дикой Земли. Люди Икс сражались с ним с целью разрушения брони. Гарокк вернулся к Высшему Эволюционеру, создавшему машину, способную вернуть всю уничтоженную окружающеую среду. Процесс восстановления Дикой Земли отразился на Гарокке, который перестал существовать как единая сущность.
Через несколько лет Гарокк вернулся вновь. Но Ка-Зар победил его.
Позже Гарокк вернулся на Дикую Землю, чтобы наблюдать за тем, как Высший Эволюционер набирал себе существ для эволюционных экспериментов. Затем Гарокк привёл Мстителей к тайной Земной базе Эволюционера.

## Силы и способности
Когда-то Гарокк был человеком, но затем мутировал из-за мутагенной жидкости из огненного подземного бассейна на Дикой Земле. Гарокк может трансформировать себя в различные каменные стены, плиты, горные породы. Он обладает сверхчеловеческой выносливостью и силой, и не получает вреда благодаря покрывающей его каменистой коже. Гарокк имеет способность выстреливать из глаз огромным количеством раскалённого света. В его распоряжении есть и другие источники энергии, которые могут подпитывать его. Используя соразмерные перекосы с энергией, исходящие из глаз, Гарокк способен переместить в пространстве целый город из одного места в другое. У него есть способность изменять свою внешность, превращаясь в чистую энергию. Ему подвластно манипулирование материей на субатомном уровне (он смог перестроить всю поверхность Дикой Земли в целом). У Гарокка ограниченная телепатическая способность, которая помогает ему узнать о чём думают и мечтают другие.
Гарокк абсолютно бессмертен: он не подвержен старению, и даже когда его полностью уничтожат, то его можно вернуть в прежнее состояние. Погружение тела в бассейн, который дал ему силу, восстанавливает Гарокка. Его также можно пробудить при помощи магии.

## Альтернативные версии

### 2099: World of Tomorrow
Гарокк появился на Дикой Земле вовремя событий 2099: World of Tomorrow, при этом Земля-928 перестала существовать в рамках Marvel 2099. Новые Высшие Создатели сражались с Гарокком, чтобы тот отделил себя от окаменевшего тела и снова стал человеком. Выпуск серии был отменён, релиз комикса так и не состоялся.

## Вне комиксов

### Телевидение
- Появление Гарокка произошло в эпизоде «Дикая Земля, Странное сердце», состоящего из двух частей мультсериала Люди Икс[13]. Когда-то Гаррок был угрозой для Дикой Земли, пока он не был побеждён Высшим Эволюционером, Эволюционер запер его где-то на Земле. Гарокк работал с Заладаной, пытаясь снова освободиться из плена, манипулировал Сауроном, он хотел при помощи него вернут свои способности. У Гарокка получилось вернуть свою силу, затем Гарокк поглотил вулканическую энергию и магму, после этого превратившись в непробиваемую гору. Однако Саурон захотел поглотить энергию Гарокка, поглощение вызвало взрыв, который превратил Саурона в человека Карла Ликоса, а Гарокк снова стал Окаменелым человеком.Гарокк в мультсериале Люди Икс

Гарокк в мультсериале Люди Икс

### Видеоигры
- Гарокк появился в игре X-Men Legends II: Rise of Apocalypse, озвученный Дуайтом Шульцем. Люди Икс узнали, что Гарокк ищет Судьбу (Ирену Адлер)[англ.] на Дикой Земле. С помощью Мистик Люди Икс победили его. Позже он был замечен в клетке стазиса в Авалоне, как он утверждает, что Михаил Распутин[англ.] нанял его для охоты на Судьбу в обмен на то, чтобы стать правителем Дикой Земли.